# سيليني (قمر)
القمر سيليني (بالإنجليزية: Cyllene)‏ (باليونانية: Σπονδή)‏ المعروف أيضاً باسم المشتري الثامن والأربعين (بالإنجليزية: Jupiter Jupiter XLVIII)‏ هو قمر طبيعي غير نظامي يتحرك بحركة تراجعية تابع لكوكب المشتري.
و ينتمي هذا القمر إلى مجموعة باسيفي المكونة جميعها من أقمار غير نظامية وتتحرك بحركة تراجعية دائرة حول المشتري على مسافة تتراوح بين 22.8 و 24.1 جيجامتر وزاوية ميلان تتراوح تقريباً بين 144.5° و 158.3°.

## اكتشافه
اكتشف هذا القمر فريق من علماء الفلك من جامعة هاواي بقيادة سكوت شيبارد في عام 2003 للميلاد، وتمت تسميته مؤقتاً بالاسم S/2003 J 13.
تمت تسميته رسمياً في شهر مارس من العام 2005 م.

## خصائصه
يدور هذا القمر حول كوكب المشتري على مسافة متوسطة تبلغ 23,396 ميغامتر في 731.099 يوماً، بزاوية ميل يبلغ قدرها 140° درجة في اتجاه (°140 من خط الاستواء في المشتري) حسب مسير الشمس مع شذوذ مداري يبلغ قدره 0.4116.
و يبلغ قطر هذا القمر حوالي كيلومترين اثنين.